# Böszörmények
A böszörmények muszlim bolgár-török nép, akik a honfoglalókkal együtt vagy nagyjából egy időben érkeztek a Kárpát-medencébe. A későbbiekben a középkor folyamán a böszörmény szóval általában az izmaelitákat (vagyis muszlimokat) illették, függetlenül származásuktól.
Magyarországon Berekböszörmény (Hajdú-Bihar vármegye, 1291 óta) és Hajdúböszörmény (Hajdú-Bihar vármegye, 1246 óta) települések neveiben maradt meg a népcsoport emléke. Ezenkívül gyakoriak magyar területen a Böszörmény, Böszörményi családnevek, bár ezek okvetlenül nem jelentenek mind a népcsoporthoz köthető származást, hanem a böszörmény nevű településekhez való kötődést.

## Történetük
Az Árpád-korban a böszörmények kereskedelemmel foglalkoztak, egy részüket viszont határőrizeti feladattal az ország szélére telepítették.
A 11. századtól fokozatosan korlátozták jogaikat, és a keresztény Magyar Királyság megalakulását követően a keresztség elfogadására kényszerítették őket. I. László király 1092-ben kiadott I. törvénykönyvében határozatot hozott a megkeresztelt izmaeliták – böszörmények – áttelepítéséről, hogy megakadályozzák visszatérésüket a muszlim vallásra.
A tatárjárás után, a 13. század második felére eltűntek (részben beolvadtak a keresztények közé és/vagy később szúfi bektási hívők lettek Magyarországon).

## Beszermianok
Udmurtiában él egy beszermiannak nevezett, muzulmán vallású, viszont finnugornak tartott népcsoport. Nincs rá utalás, hogy a két népcsoportnak köze lenne egymáshoz, a feltételezések szerint nevüket a muszlim szó török változatából (bısırman) nyerték. Ennek a megnevezésnek vannak hangrendi változatai más türk nyelvekben (azerbajdzsáni müsəlman), a magyar nyelvben pedig gyakori a szó végi n hangok palatalizálódása. Emiatt a böszörmény névről joggal tehető fel, hogy már eredetileg is muszlim jelentése volt, és nem népet, hanem vallási csoportot takart.